# Bombilla

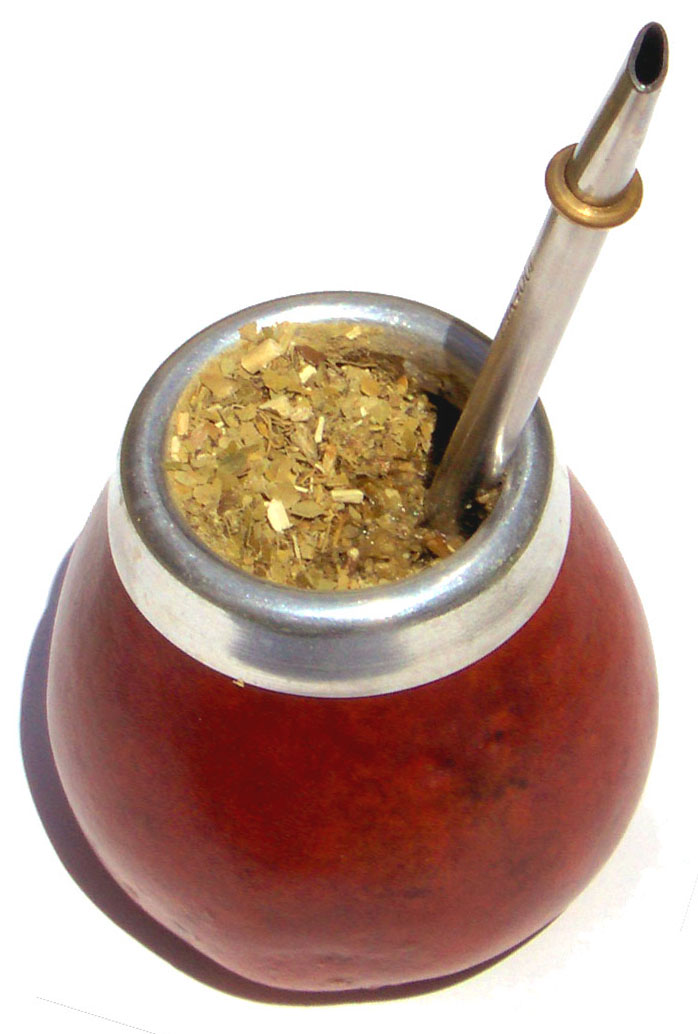
Bombilla métallique dans une calebasse

Une bombilla (prononcé bomˈbiʎa ; en espagnol rioplatense : /bomˈbiʒa/ ou /bomˈbiʎa/) est une paille ou un tube, généralement en métal ou en roseau, utilisé pour boire le maté.

## Origines
Les Guaranis ont inventé la bombilla, qu’ils fabriquaient à partir de tacuara (une sorte de roseau) et décoraient selon différentes techniques. Les premières bombillas étaient un roseau fin et creux appellé en guaraní takuapý (takuá = roseau ; pý = "cuir" ou enveloppe), avec lequel ils buvaient le maté et le tereré.

## Matériaux
En héritage de l’époque coloniale, la bombilla a commencé à être fabriquée en métal. Aujourd’hui, la majorité des bombillas sont en métal : les plus économiques sont en laiton nickelé, tandis que les plus raffinées sont fabriquées en acier inoxydable, en maillechort ou même en argent, avec un embout plaqué or.
Certains matés bon marché sont vendus avec des bombillas en plastique, mais celles-ci sont généralement jetables et rejetées par les amateurs de maté les plus orthodoxes.
Il existe aussi des bombillas sculptées en bois (par exemple en bois de palo santo), mais elles sont rares et de fabrication artisanale.

## Caractéristiques
La bombilla comporte presque toujours trois parties, toutes généralement en métal :
- Le bec : c’est la partie où l’on pose les lèvres pour boire l’infusion, il est incliné vers la personne qui tient le maté en main.
- Un tube métallique étroit, qui peut être droit, courbé, voire, dans certains cas rares, en forme de spirale. C’est par ce tube que le liquide monte lorsqu’on aspire — d’où le nom bombilla (de bombear, pomper).
- Un bulbe perforé (coco) : il repose au fond du maté et fait office de filtre, empêchant que la yerba mate entre dans la bombilla. Dans certains cas le bulbe est amovible pour faciliter le nettoyage. Lorsqu’il ne l’est pas, il est courant de faire bouillir la bombilla dans de l’eau pour la nettoyer, afin d’éviter qu’elle ne se bouche. Il existe également des ustensiles spéciaux pour en faciliter le nettoyage.

Selon les régions, les bulbes (cocos) peuvent avoir des formes variées : ronds appelés « rosette » (roseta), aplatis appelés « petite cuillère » (cucharita), d’un seul tenant ou démontables, fixes ou amovibles, de type « ressort » (ajustables ou fixes).
De plus, selon les régions, les trous du bulbe peuvent être plus ou moins fins, en fonction du degré de mouture de la yerba mate.

## Utilisation
Certaines personnes utilisent des petits sacs en tissu placés dans le bulbe pour filtrer les fines particules de la yerba mate. Ces accessoires sont toutefois rarement commercialisés. En ne consommant pas cette poudre, on évite l’acidité et il est également plus improbable que la bombilla se bouche.
Pour éviter que le bec de la bombilla ne soit trop chaude et ne brûle les lèvres du buveur, le tube métallique comporte un ou plusieurs anneaux qui servent à la fois d'ornement et de dissipateur thermique, permettant ainsi d'éliminer l'excès de chaleur dans le tube et d'empêcher que la température de l'eau ne soit transmise au bec. Les bombillas les plus fines sont fabriquées en maillechort et plaquées or ; l'utilisation de cette dorure sur le bec contribue également à la dissipation de la chaleur.
Il a été mentionné l’existence de bombillas en spirale très insolites, une forme conçue précisément pour dissiper au maximum la chaleur de l’infusion. Il semble que ces bombillas en spirale aient été utilisées au Chili où, au cours du XIXe siècle, on préférait le maté tiède.
Les bombillas argentines peuvent avoir des bulbes fins ou plutôt larges et aplatis, selon le type de maté que prépare le cebador (mate poro ou pera, mate porongo, mate galleta).

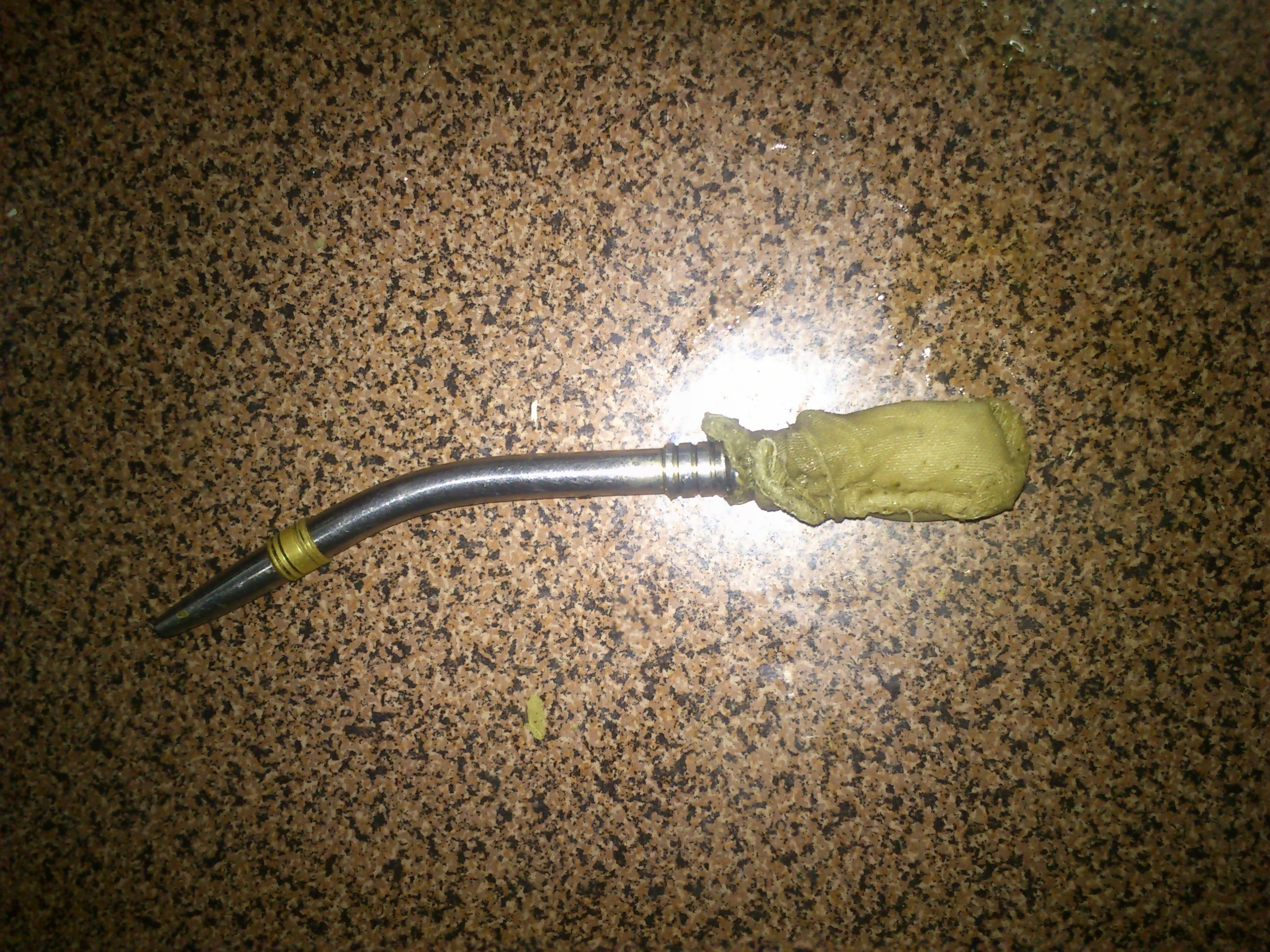
Filtre en tissu dans une bombilla
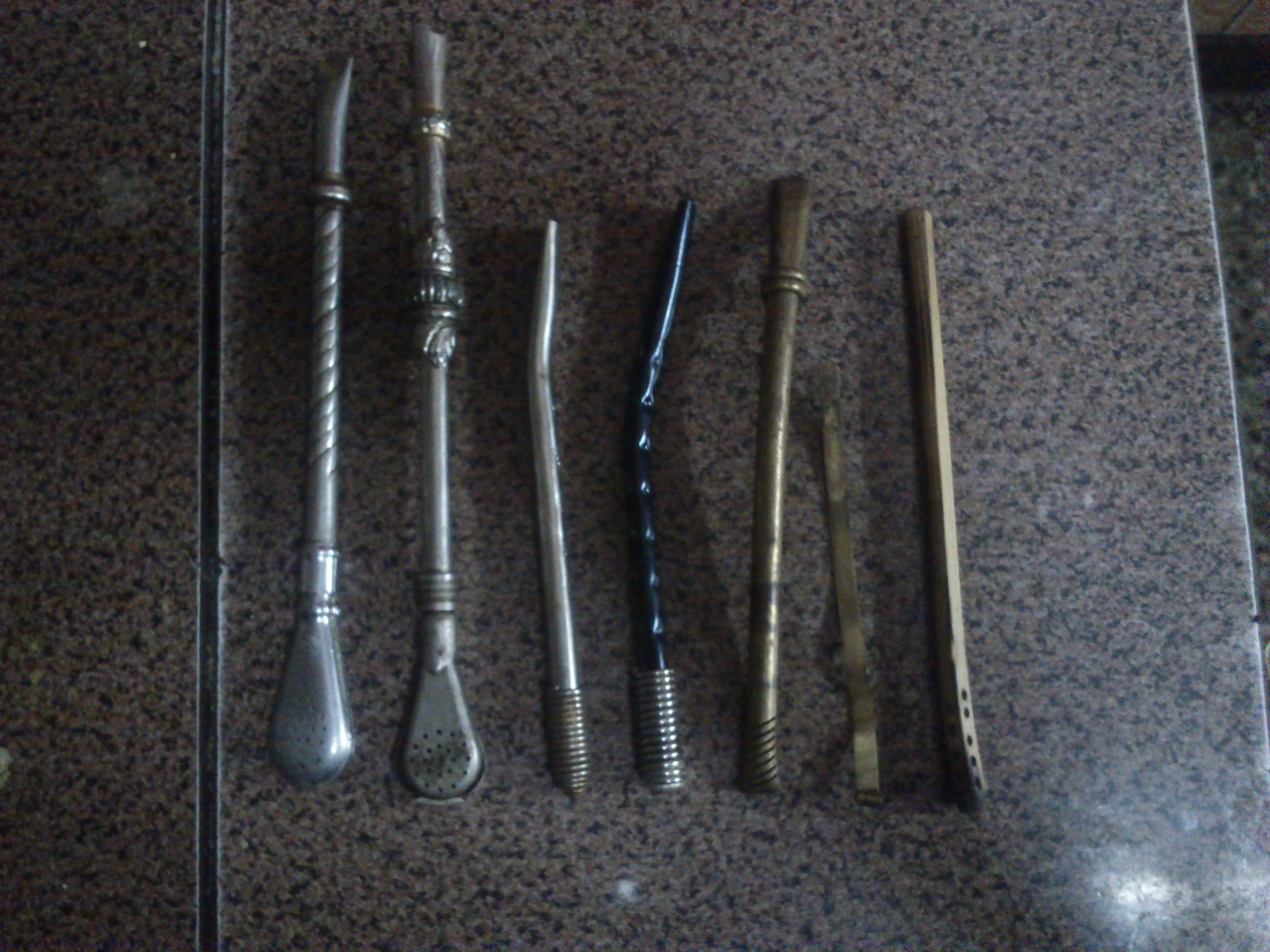
Différents types de bombillas
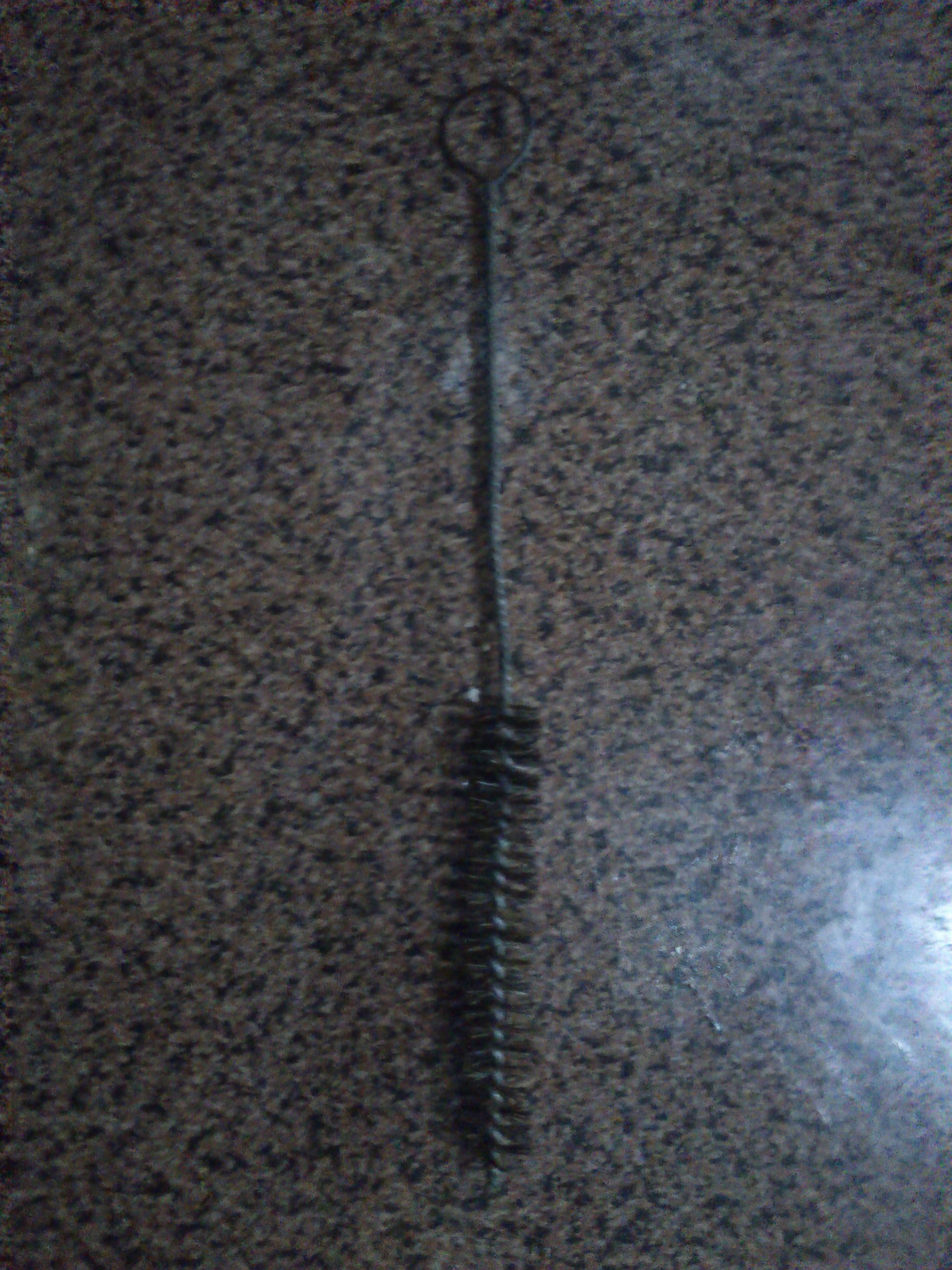
Ustensile de nettoyage pour bombillas
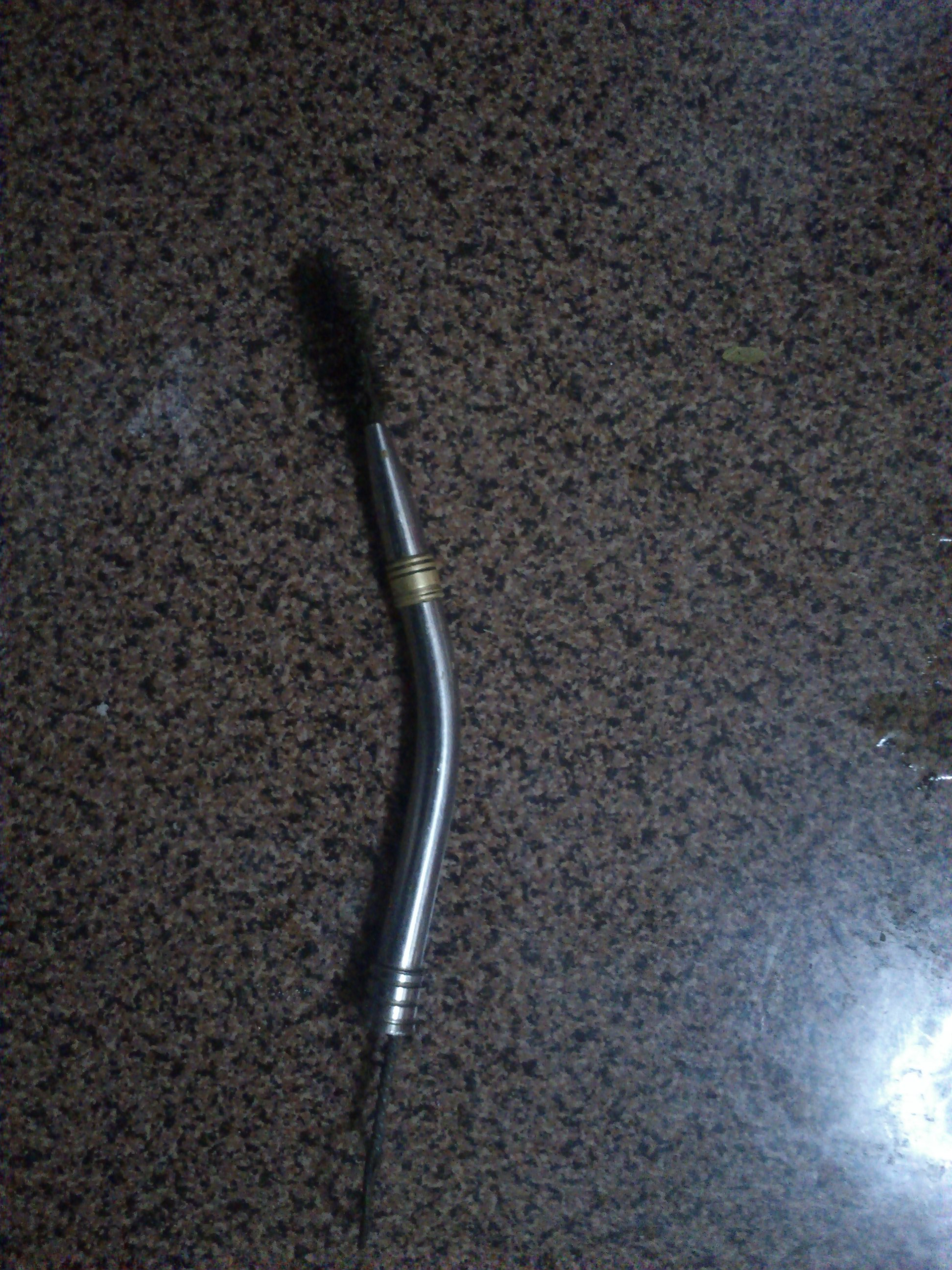
Utilisation du nettoyeur de bombilla
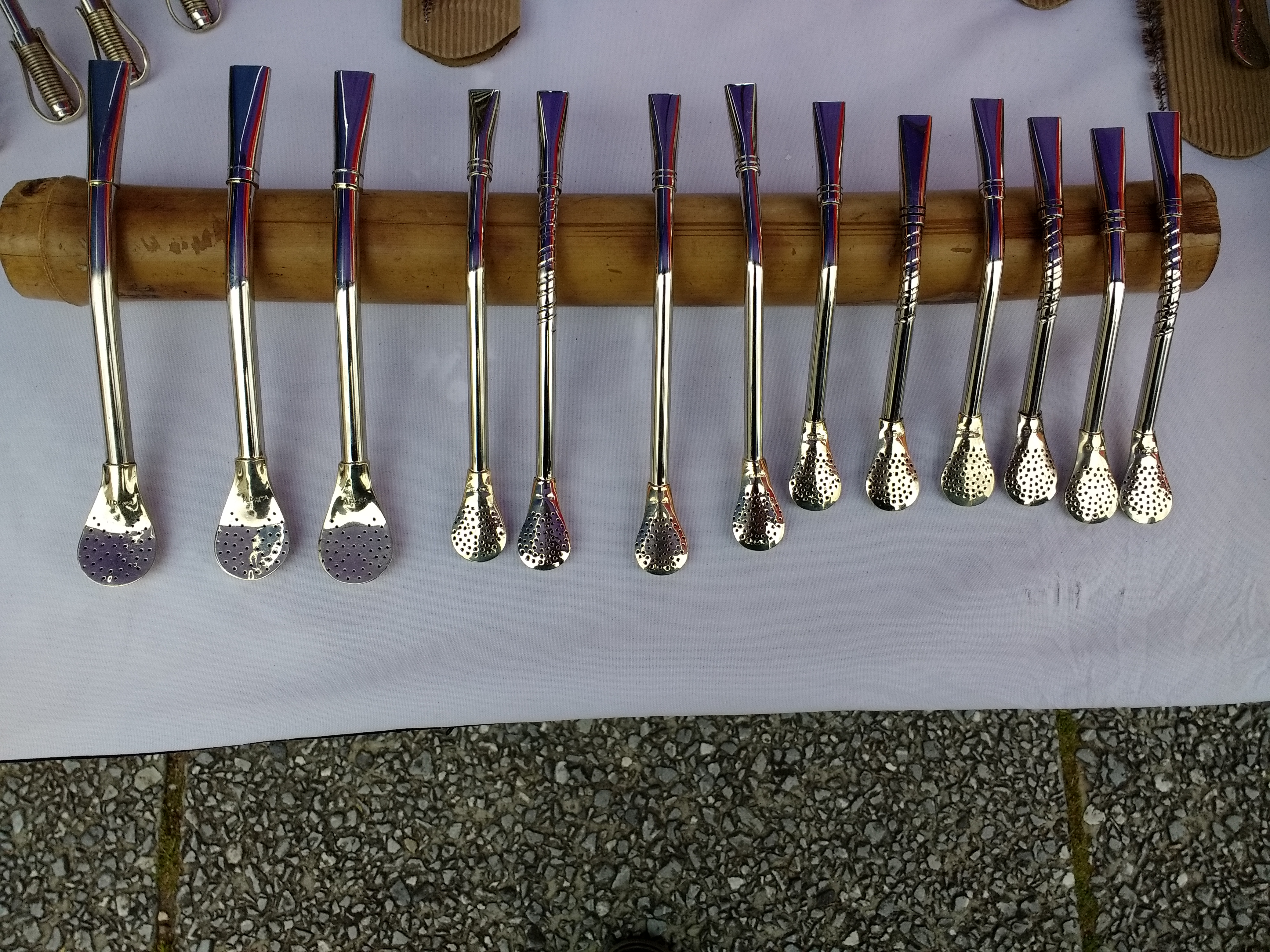
Bombillas en vente à Montevideo